# Rossville (New York City)

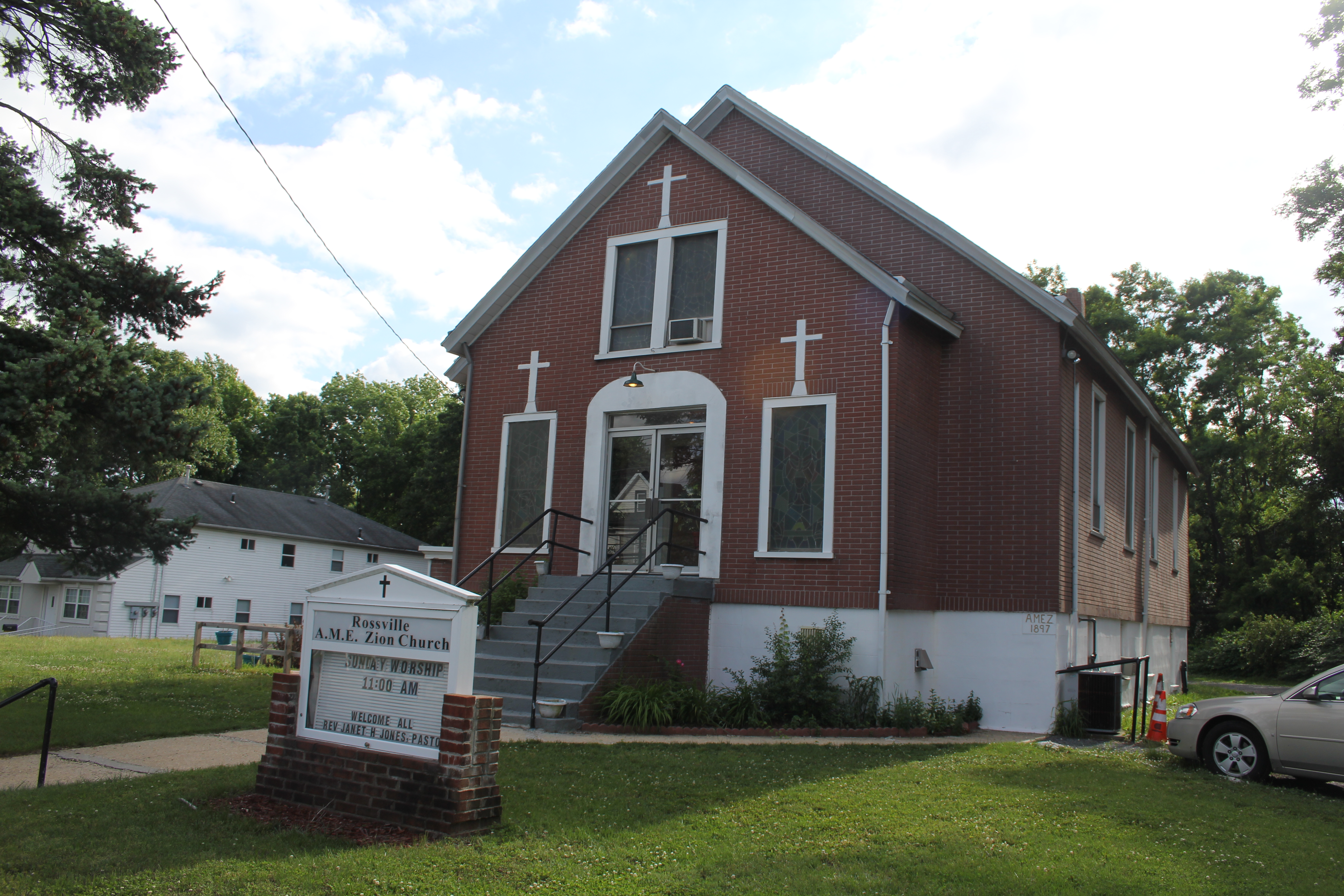
Rossville African Methodist Episcopal Zion Church

Rossville ist ein Stadtviertel im Süden des Stadtbezirks (Borough) Staten Island, New York City, mit 18.852 Einwohnern (2024).

## Lage
Rossville grenzt an die Stadtteile Woodrow, Arden Heights und Charleston.

## Demografie
Rossville zeichnet sich durch eine ethnisch vielfältige Bevölkerung aus: 72 % sind Weiße, 13 % Hispanics, 11 % Asiaten weitere 2 % geben zwei oder mehr Ethnien an. Das mittlere Haushaltseinkommen beträgt 108.554 US-Dollar, und das Medianalter liegt bei etwa 41 Jahren.